# Catherine Marry
Pour les articles homonymes, voir Marry (homonymie).
Catherine Marry, née Marie Catherine Guyon en 1948, est une sociologue française. Elle est directrice de recherche émérite au CNRS au centre Maurice-Halbwachs. Ses recherches se situent au croisement de la sociologie de l'éducation, de la sociologie du travail et des études de genre.

## Biographie
Catherine Marry est née en 1948.

### Études
Après des études d’économie et de sociologie à l’université d’Aix-en-Provence, en mars 2002, elle décroche une habilitation à diriger des recherches à l’Université de Versailles Saint Quentin intitulée « L’excellence scolaire des filles : l’exemple des diplômées des grandes écoles scientifiques et d’ingénieurs ».

### Carrière
Elle commence sa carrière comme ingénieure d'études en 1972 au Laboratoire d’Économie et de Sociologie du Travail (LEST) d’Aix, où elle compare les hiérarchies salariales dans l'industrie entre la France et l’Allemagne.
En 1983, elle est initiée aux recherches sur les rapports sociaux de sexe par Anne-Marie Daune Richard, avec laquelle elle collabore aux débuts de l'enquête sur les femmes dans les études et métiers très masculins de technicien de l’industrie.
En 1986, elle rejoint Paris et le LASMAS, le Laboratoire d’analyse secondaire et méthodes appliquées à la sociologie, élargi (avec la tutelle de l’ENS) et rebaptisé en 2006 Centre Maurice Halbwachs.
En 1991, elle intègre, par concours, le corps des chargés de recherche du CNRS et poursuit ses recherches, individuelles et collectives, sur les inégalités de carrières entre les femmes et les hommes, dans les métiers à connotation masculine, comme l’ingénierie ou les normaliennes en mathématiques et physique,. C'est à partir de cette époque qu'elle intègre le genre dans ses recherches (lors de la remise de la Légion d’honneur, Geneviève Sellier, professeure émérite en études cinématographiques de l’université de Bordeaux 3, fait remarquer que ce sont deux féministes tardives : "elles ont « raté » le mouvement féministe des années 70, et ont fait la première partie de leur carrière professionnelle sans le genre".
En 2002, elle est nommée directeur de recherche de 2e classe au CNRS.
De 2004 à décembre 2010, elle est responsable scientifique de l’équipe « PRO » - « Professions-Réseaux-Organisations – du Centre Maurice Halbwachs,, qui compte une vingtaine de chercheurs et enseignants chercheurs, et une trentaine de doctorants. À partir des années 2000, l’équipe accueille de jeunes chercheuses talentueuses, telles Laure Bereni et Saba A. Le Renard, sur les questions de genre, classe et race, renouvelant les problématiques sur le travail et les professions.
Elle est maintenant directrice de recherches émérite.
Elle a été professeure invitée à l’Université de Montréal (en 2006), de Fribourg (en Suisse, en 2010 et 2011), de Moscou en 2012, de St Pétersbourg en 2013, et conférencière invitée à l’université de Bonn, au Centre Marc Bloch de Berlin, à l’Université autonome de Barcelone, au colloque des 100 ans de la DFG (Association allemande de sociologie) à Francfort (2010) et à l’Université de Varsovie (2011).

### Responsabilités scientifiques
De 1999 à 2002, elle codirige avec Jacqueline Laufer le groupement de recherche européen Marché du travail et genre (MAGE) créé au CNRS en 1995 par Margaret Maruani et qui s'est transformé en 2003 en Groupement de recherche européen sous la direction de Margaret Maruani. Elle participe actuellement au comité directeur du Groupement.
Elle est membre du comité scientifique de la revue Travail, genre et sociétés et du comité de lecture de Nouvelles Questions Féministes; elle a été membre du comité de rédaction de la revue Sociologie du travail (2003-2014).
Côté enseignement, elle est membre du Conseil pédagogique du Master « Genre, politique et sexualités » de l’EHESS. Elle y a assuré de 2001 à 2007 un séminaire d’initiation aux études de genre (24h par an). Au CNRS, elle a dirigé 6 thèses, présidé le jury d'une thèse et été membre du jury de 4 thèses.
Comme permettent de le constater l'évolution de sa carrière et la liste des distinctions dont elle a été honorée, les démarches et travaux de Catherine Marry ont été bien accueillis, voire sollicités (ainsi, l'enquête sur les biologistes du CNRS ou, surtout sur le Plafond de verre, laquelle lui a valu la Légion d'Honneur). Voir notamment le compte rendu de cette enquête par Olivia Bui-Xuan et celui de Delphine Gardey sur les femmes ingénieures.

## Distinctions
- 2008 : prix Irène Joliot-Curie, mention Mentorat[27] ;
- 2017 : chevalier de la Légion d'honneur[1] ;
- 2019 : docteure honoris causa de l'université de Liège[28].